# Baller
"Baller" é uma canção da dupla musical austríaca Abor & Tynna. Foi lançada a 24 de janeiro de 2025 pela Jive Records. A música foi escolhida para representar a Alemanha no Festival Eurovisão da Canção de 2025. É a primeira canção escrita inteiramente em alemão a representar o país desde 2007. Atingiu a 13.ª posição na tabela de singles da Alemanha.

## Composição
Após o seu muito aguardado regresso à televisão em 2024, o entertainer e compositor alemão Stefan Raab foi anunciado como o apresentador principal da seleção de 2025, através do programa Chefsache ESC 2025 - Wer singt für Deutschland?  Após várias classificações insatisfatórias nos anos anteriores, as emissoras alemãs ARD e RTL uniram forças com Stefan Raab para ajudar a selecionar um candidato. A dupla musical austríaca Abor & Tynna, que anteriormente tinha sido a banda de abertura da digressão Glas de Nina Chuba em 2024, entrou no concurso como um dos quase 3.300 concorrentes.
A canção foi lançada como o single principal do álbum de estreia da dupla, Bittersüß, a 24 de janeiro de 2025. A canção é um «tema moderno de pop alemão», com efeitos estilísticos que fizeram Raab lembrar-se das obras de Udo Lindenberg. A canção foi escrita e produzida pela própria dupla, em colaboração com o produtor Alexander Hauer. Acompanhada pelos vocais «roucos» de Tynna e por um refrão «cativante», combina elementos de música eletrónica e hip-hop.